# Столицы Японии

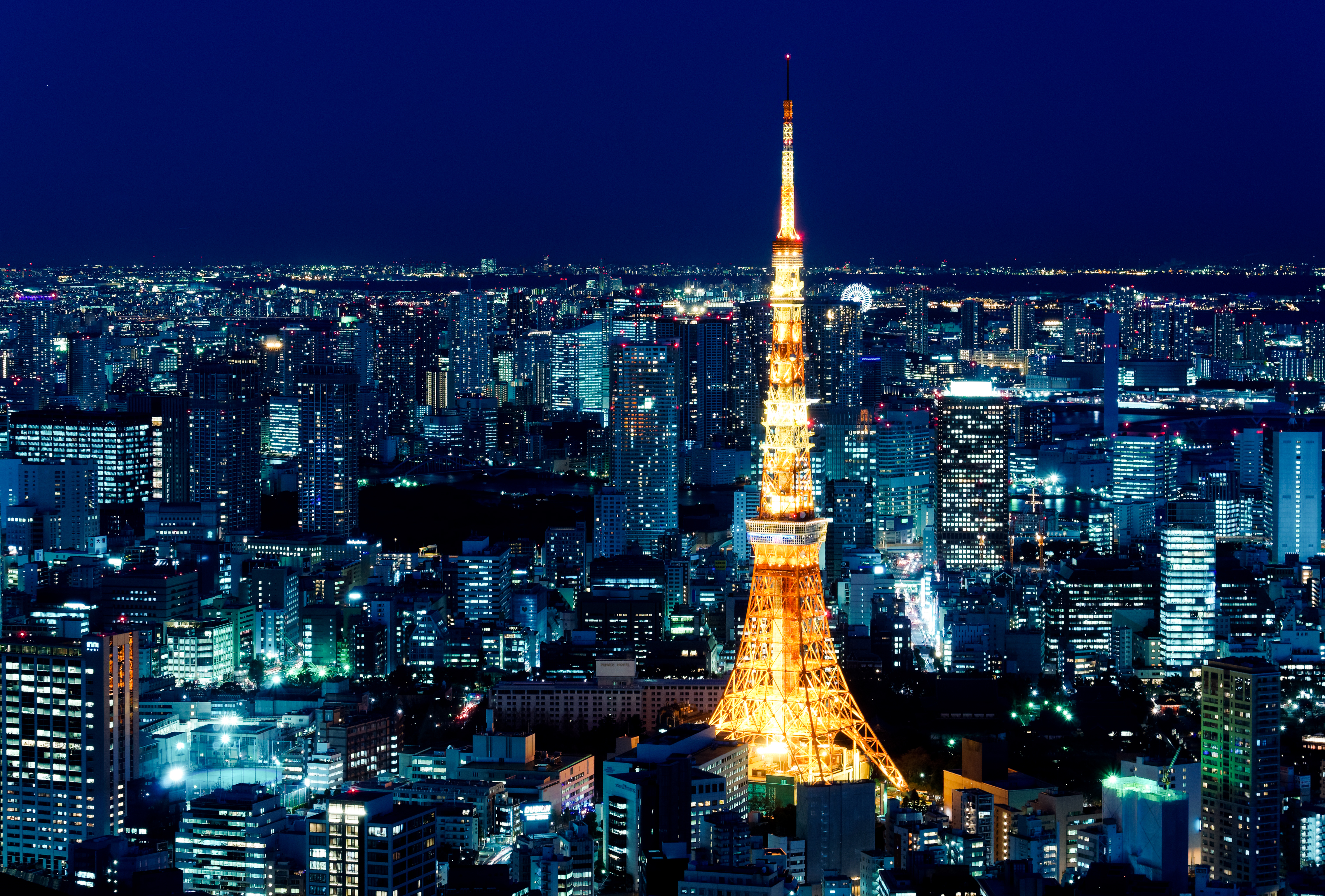
Токио, 2017

Столица Японии — политический и административный центр Японии, местопребывание правительства и других высших органов государственной власти. С 1868 года по настоящее время столицей Японии является Токио.

## История
В ходе истории страны столицы Японии менялись. Столица определялась по местонахождению императорского дворца и, соответственно, местопребыванию императора, даже в то время, когда фактически страной управлял сёгунат. Иногда отдельно выделяют столицы сёгуната, так, например, с 1603 по 1868 год столицей сёгуната был Эдо, в то время как имперской столицей был Киото. В ранней истории Японии, с 390 по 794 год, столица менялась несколько десятков раз, и наконец в 794 году столицей стал город Хэйан-кё (будущий Киото), пробывший в статусе столицы более тысячи лет, до 1868 года. В 1868 году Император Муцухито перенёс столицу в Эдо, переименовав его в Токио, резиденцией императоров и императорского двора стал Императорский дворец Токио.

## Список столиц

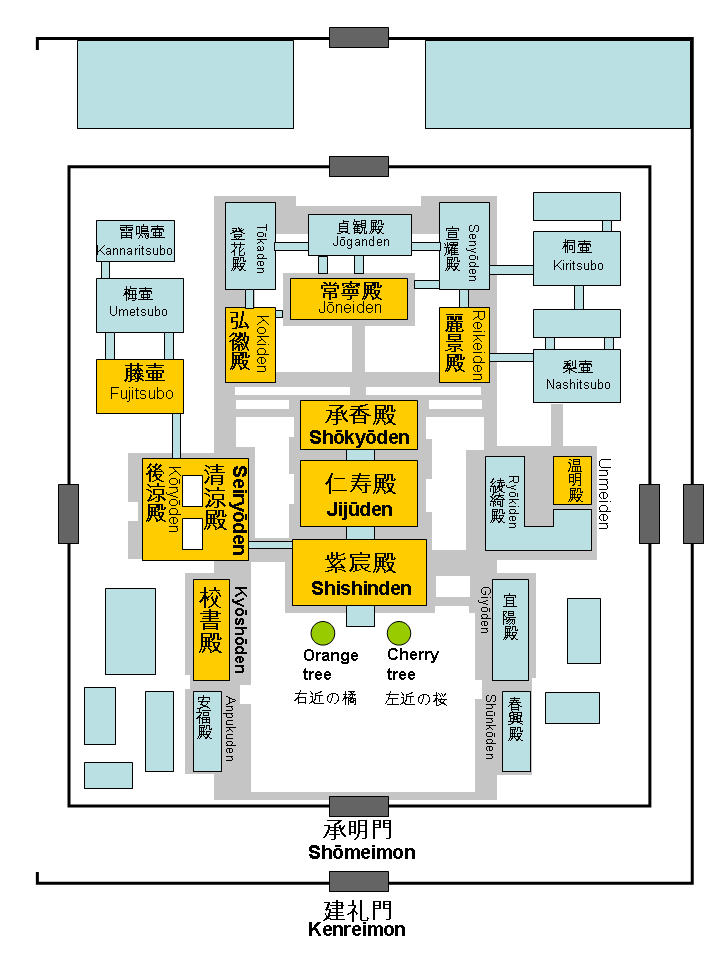
План императорского дворца в Хэйан-кё

В приведённой ниже таблице указаны столицы Японии, годы, в течение которых город был столицей, а также современное географическое название местности, на которой располагалась столица.
| Название столицы | Годы                                                 | Современное географическое название |
| ---------------- | ---------------------------------------------------- | ----------------------------------- |
| Карусима         | 390—430                                              | Касихара                            |
| Нанива           | 430—456, 645—655, 661—667                            | Осака                               |
| Сакураи          | 457—484, 499—506, 526—532, 535—539, 575—585          | то же                               |
| Асука (яп. 飛鳥) | 485—487, 540—571, 593—636, 642—645, 655—661, 672—694 | Асука (яп. 明日)                    |
| Тэнри            | 488—498                                              | то же                               |
| Кудзуха          | 507—511                                              | Хираката                            |
| Кётанабе         | 511—518                                              | то же                               |
| Отокуни          | 518—526                                              | Нагаокакё                           |
| Магари           | 532—535                                              | Касихара                            |
| Кудара           | 572—575, 640—642                                     | Корё                                |
| Икэнохэ          | 585—587                                              | район Сики                          |
| Курахаси         | 587—593                                              | район Сики                          |
| Танака           | 636—640                                              | Касихара                            |
| Оми              | 667—672                                              | Оцу                                 |
| Фудзиваракё      | 694—710                                              | Касихара                            |
| Хэйдзё-кё        | 710—740, 745—784                                     | Нара                                |
| Куникё           | 740—744                                              | Кидзугава                           |
| Нанивакё         | 744                                                  | Осака                               |
| Нагаокакё        | 784—794                                              | Нагаокакё, Муко и Нисикё            |
| Хэйан-кё         | 794—1868                                             | Киото                               |
| Токио            | с 1868 года                                          | Токио                               |

### Столицы сёгуната
С 1192 по 1868 год Японией большую часть времени фактически управляли сёгуны, поэтому фактическими столицами были города, в которых располагалось правительство сёгуна, называемое бакуфу.
| Название столицы сёгуната | Название сёгуната | Годы      | Современное географическое название |
| ------------------------- | ----------------- | --------- | ----------------------------------- |
| Камакура                  | Сёгунат Камакура  | 1192—1333 | то же                               |
| Киото                     | Сёгунат Муромати  | 1338—1573 | то же                               |
| Эдо                       | Сёгунат Токугава  | 1603—1868 | Токио                               |